# Paweł Kołodziński
Paweł Kołodziński (ur. 7 stycznia 1988 w Gdańsku) – polski żeglarz sportowy, olimpijczyk z Londyn 2012 oraz RIO 2016. Zawodnik Kadry Narodowej Polskiego Związku Żeglarskiego w klasie 49er. Reprezentuje klub AZS-AWFiS Gdańsk.

## Najlepsze wyniki 49er
1. Igrzyska Olimpijskie
  1. 13. miejsce Letnich Igrzysk Olimpijskich Londyn 2012[1]
  2. 8. miejsce Letnich Igrzysk Olimpijski RIO 2016[2]
2. Mistrzostwa Świata
  1. 4. miejsce MŚ[3], Buenos Aires, Argentyna 13-21.11.2015
3. Mistrzostwa Europy
  1. 3. miejsce ME[4], Porto, Portugalia, 7-12.07.2015
  2. 4. miejsce ME[5], Barcelona, Hiszpania, 11-16.04.2016
4. Puchar Świata 
  1. 4. miejsce PŚ[6], Weymouth, Anglia, 06-12.06.2016

1. Mistrzostwa Polski 
  1. 1. miejsce MP 2012, Gdańsk
  2. 1. miejsce MP 2013, Gdynia
  3. 1. miejsce MP 2014, Gdańsk
  4. 1. miejsce MP 2015, Gdynia
  5. 1. miejsce MP 2016, Gdańsk
  6. 1. miejsce MP 2018, Górki Zachodnie[7][8]
2. Grand Prix
  1. Grand Prix Gdynia 2014[9]
  2. Grand Prix Gdynia 2015[10]